# Desorden de deficiencia en la reparación del ADN
El desorden de deficiencia de reparación del ADN es una condición médica que se da debido a la reducción de la funcionalidad de la reparación del ADN.
Los defectos de reparación del ADN pueden causar tanto la enfermedad de envejecimiento acelerado como un incremento en el riesgo de contraer cáncer.

## Defectos en la reparación del ADN y envejecimiento acelerado
Los defectos de reparación de ADN pueden ser observados en casi todas las enfermedades conocidas como enfermedades de envejecimiento acelerado, en donde varios tejidos, órganos o sistemas del cuerpo humano envejecen prematuramente. Debido a que las enfermedades de envejecimiento acelerado muestran diferentes aspectos de envejecimiento, pero nunca todos los aspectos, a menudo son llamadas por los biogerontólogos como progerias segmentarias.

### Ejemplos
Algunos de los ejemplos incluyen:
- Ataxia telangiectasia[1]
- Síndrome de Bloom
- Síndrome de Cockayne
- Anemia de Fanconi
- Progeria (síndrome de Hutchinson-Gilford Progeria)[2][3]
- Síndrome de Rothmund-Thomson[4][5]
- Tricotiodistrofia[6]
- Síndrome de Werner
- Xeroderma pigmentosum

### Defectos en la reparación del ADN distinguidos del "envejecimiento acelerado"
La mayoría de las enfermedades con deficiencia en la reparación del ADN muestran distintos grados de "envejecimiento acelerado" o de cáncer (comúnmente ambos); pero la eliminación de cualquier gen esencial para la reparación por escisión de bases mata al embrión, es demasiado letal como para mostrar síntomas (mucho menos síntomas de cáncer o envejecimiento acelerado).
El síndrome de Rothmund-Thomson y xeroderma pigmentosum muestran síntomas dominados por la vulnerabilidad al cáncer, mientras que progeria y el síndrome de Werner muestran la mayoría de las características del "envejecimiento acelerado". El cáncer colorrectal hereditario, no asociado a poliposis, es causado a menudo por un defecto en el gen MSH2 dando lugar a una reparación defectuosa de genes, pero sin mostrar síntomas o "envejecimiento acelerado". Por otro lado, el síndrome de Cockayne y Tricotiodistrofia muestran principalmente características del envejecimiento acelerado, pero aparentemente sin un aumento del riesgo de cáncer. Algunos defectos en la reparación de ADN se manifiestan como una neurodegeneración en lugar de como cáncer o "envejecimiento acelerado". (También vea "Teoría de daño del ADN por envejecimiento" para una discusión de la evidencia de que el daño al ADN es la causa fundamental del envejecimiento.)

### Debate acerca del "envejecimiento acelerado"
Algunos biogerontólogos se cuestionan si algo como el "envejecimiento acelerado" en realidad existe, al menos en parte sobre la base de que todas las llamadas "enfermedades de envejecimiento acelerado" son progerias segmentadas. Muchos padecimientos como la diabetes, presión alta en la sangre, etc., están asociados con el incremento en la mortalidad. Sin biomarcadores fiables es difícil apoyar la afirmación de que un padecimiento representa algo más que sólo el aceleramiento en la mortandad.
Otros biogerontólogos que están en contra de esta posición argumentan que los fenotipos son síntomas identificables asociados con mecanismos de daño molecular. El hecho de que estos fenotipos sean ampliamente reconocidos justifica la clasificación de las enfermedades relevantes como "envejecimiento acelerado". Tales condiciones, se argumenta, son fácilmente distinguibles de las enfermedades genéticas asociadas con el incremento en la mortalidad, pero no son asociadas con el fenotipo de envejecimiento; como la fibrosis quística y la anemia falciforme. Se argumenta, además, que el fenotipo de envejecimiento segmentario es una parte natural del envejecimiento de la medida en que la variación genética que lleva a ciertas personas a ser más vulnerables a enfermedades asociadas con envejecimiento como lo es el cáncer y Alzheimer en comparación con otros.

## Efectos en la reparación del ADN y riesgo de cáncer incrementado
Los individuos con deficiencia hereditaria en la capacidad de reparación del ADN generalmente tienen mayor riesgo de tener cáncer. Cuando una mutación está presente en un gen de reparación del ADN, el gen de reparación no será expresado o bien será expresado en una forma alterada; entonces la función de reparación es probable que sea deficiente y, como consecuencia, los daños tenderán a acumularse. Esos daños en el ADN pueden causar errores durante la síntesis del ADN llevando a la aparición de mutaciones, las cuales pueden aumentar el riesgo de tener cáncer.
En la siguiente tabla aparecerán las mutaciones de reparación del ADN de la línea germinal que aumentan el riesgo de tener cáncer.
| Gen de reparación del ADN | Proteína            | Vías de reparación afectadas | Cáncer con riesgo incrementado                                                                                    |
| --- | ------------------- | --- | --- |
| Cáncer de mama 1 y 2 | BRCA1 BRCA2         | La recombinación homóloga de la doble cadena se rompe y en la cadena resultante se crea una brecha. | de mama, de ovario                                                                                                |
| Ataxia telangiectasia mutada | ATM                 | Diferentes mutaciones en la proteína ATM reduce la recombinación homóloga y no homóloga. | leucemia, limfoma, de mama                                                                                        |
| Síndrome de Nijmegen | NBS (NBN)           | Recombinación no homóloga | cánceres linfoides                                                                                                |
| MRE11A | MRE11               | Recombinación homóloga y no homóloga | de mamá |
| Síndrome de Bloom | BLM (helicase)      | Recombinación homóloga | leucemia, linfoma, colon, mama, piel, pulmón, canal auditivo, lengua, esófago, estómago, amígdala, laringe, útero |
| WRN | WRN                 | Recombinación homóloga y no homóloga, parche de reparación de bases por escisión. | sarcoma de tejidos blandos, colorrectal, piel, tiroides, páncreas                                                 |
| RECQL4 | RECQ4               | Helicasa activa en recombinación. | carcinoma de células basales, carcinoma de células escamosas, carcinoma intraepidérmico                           |
| Genes de Anemia Fanconi FANCA,B,C,D1,D2,E,F,G,I,J,L,M,N                                                                            | FANCA etc.          | Recombinación homóloga y síntesis de translesión del ADN | leucemia, tumores de hígado, tumores sólidos en muchas áreas                                                      |
| XPC, XPE (DDB2) | XPC, XPE            | Reparación global por escisión de nucleótidos, repara tanto ADN transcrito y no transcrito. | cáncer de piel (melanoma y no melanoma)                                                                           |
| XPA, XPB, XPD, XPF, XPG | XPA XPB XPD XPF XPG | Reparación de la transcripción de bases unidas que son transcritas por cadenas de genes activos transcripcionalmente                                                                                                   | cáncer de piel (melanoma y no melanoma)                                                                           |
| XPV (también llamada polimerasa H)                                                                                                 | XPV (POLH)          | Síntesis de translesión | cáncer de piel (células basales, células escamosas, melanoma)                                                     |
| mutS (E. coli) homolog 2, mutS (E. coli) homolog 6, mutL (E. coli) homolog 1, segregación postmeiotica aumentada 2 (S. cerevisiae) | MSH2 MSH6 MLH1 PMS2 | Desajuste en la reparación de ADN | colorrectal, endometrial                                                                                          |
| mutY homolog (E. coli) | MUTYH               | Reparación por escisión de bases de adenina unida a 8-oxo-dG | colon |
| TP53 | P53                 | Papel directo en la recombinación homóloga y no homóloga, reparación por escisión de bases y acciones del ADN en respuesta al daño, y para las vías de recombinación no homóloga y desajuste en la reparación del ADN. | sarcomas, cáncer de mama, tumores cerebrales, y carcinomas adrenocorticales                                       |